# چاه باغ حسن
چاه باغ حسن، روستایی در دهستان شریف‌آباد از توابع بخش مرکزی شهرستان سیرجان در استان کرمان است.

## جمعیت
این روستا در شریف‌آباد قرار دارد و براساس سرشماری مرکز آمار ایران در سال ۱۳۹۵، جمعیت آن ۸۷ نفر (۲۵ خانوار) بوده‌است.